# Штрафные воинские подразделения
Штрафные воинские подразделения («штрафные» части, «испытательные» части) — в разных государствах формирования (в виде специальных отдельных воинских частей фронтового, армейского или корпусного подчинения) действующей армии вооружённых сил, куда в военное время, вместо отбытия наказания, направлялись «штрафники» — в разных формированиях это были либо совершившие те или иные правонарушения военнослужащие, либо досрочно освобождённые из мест лишения свободы уголовные элементы или политические оппоненты власти. Эквиваленты сухопутных штрафных формирований существовали также во флотах, а в Новейшее время и в авиации.

## История

### Предшественники штрафных частей

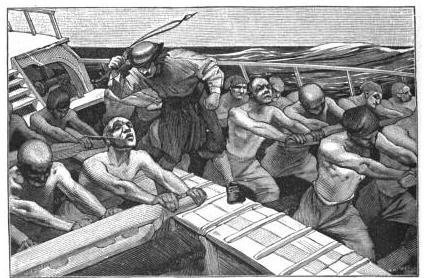
Предшественниками штрафных частей Античности и в Средние века были дезертиры, невольники и каторжники использовавшиеся в качестве гребцов на вёслах

Штрафные формирования имеют долгую историю. Ранней формой задействования дезертиров, каторжников, рабов и пленных для военных целей были средневековые галерные флоты, к несению гребной повинности на которых во флоте Османской империи привлекали пленённых иноверцев и рабов, а во флотах итальянских городов-государств, Франции и России — провинившихся солдат и некоторые другие категории рядового населения. В России в ходе петровских реформ для различных дезертиров, беглых солдат или рекрут, а также виновных в разбазаривании фуража и провианта была введена ссылка на галеры («вѣчныя галеры») — альтернативами галерам были ссылка крепостные работы и казнь каждого третьего, если беглых больше двух, или десятого, если беглых много. Кроме военных к пожизненной ссылке на галеры подлежали раскольники и помещики, утаившие «крестьянские души» от государевой переписи. Такие же наказания в виде пожизненной ссылки на галеры одновременно с клеймлением лилий на щеках, обрезанием носа и ушей перед строем части (чтобы галерники впоследствии не смогли сбежать и укрыться среди населения) содержались в военном кодексе Людовика XIV для дезертиров и уклоняющихся от военной службы, членовредителей из числа солдат, а также гражданских лиц, занимающихся укрывательством беглых солдат, — эти ордонансы повлияли на принятие Петром I аналогичных мер в русской армии, только вместо отрезания носа в русской армии было введено вырезание ноздрей. При этом, как Пётр I, так и Людовик XIV бережно относились к офицерскому составу и перечисленные наказания распространялись только на солдат и кавалеристов.

### Штрафные формирования XVIII—XIX веков
Как подразделения для нижних чинов штрафные формирования возникли в период Нового времени. В 1719 году для восстановления порядка в Мекленбург был направлен 50-тысячный «штрафной корпус». С. В. Донских прослеживает штрафные формирования в наполеоновской «Великой армии». В то же время «батальоны осуждённых» (англ. condemned battalions) существовали и в британской армии — отдельно для тех, кто подавал надежду на исправление и отдельно для безнадёжных.

### Первая мировая война
В годы Первой мировой войны (1914—1918) в штрафные воинские подразделения на всех фронтах отправляли не только за уклонение от призыва, но часто и за политическую деятельность, к примеру за антивоенную, антиправительственную и революционную агитацию в войсках и в тылу.
Известные военнослужащие штрафных воинских подразделений в годы Первой мировой войны, в т.ч.

в Австро-Венгерской империи:
- Гавро, Людвиг Матвеевич - за революционную и политическую агитацию приговорён к смертной казни, заменённой на штрафную роту;

в Российской империи:
- Газа, Иван Иванович - за революционную деятельность на Путиловском заводе в 1915 году арестован и сослан в штрафной батальон;
- Кукаркин, Василий Александрович - «за недисциплинированность», из железнодорожного батальона по охране КВЖД отправлен в штрафной батальон, в котором служил в Иркутске и Омске;
- Метелёв, Александр Денисович - за революционную деятельность арестован и отправлен рядовым в штрафной батальон на Кавказский фронт;
- Амелин, Михаил Петрович - за антивоенную агитацию в полку на Северо-Западном фронте и за побег от ареста отправлен в штрафную роту;
- Ефремов, Михаил Петрович - за агитаторскую деятельность в полку был арестован и отправлен в составе штрафной роты на Галицийский фронт;
- Зарубин, Василий Михайлович - за антивоенную агитацию на Западном фронте был отправлен в штрафную роту;
- Карин, Фёдор Яковлевич - за революционную пропаганду в армии отправлен в штрафную роту;
- Лейбензон, Марк Львович - за уклонение от призыва отправлен в составе штрафной роты на фронт;
- Пичугин, Дмитрий Егорович - после ранения переведён в запасной батальон полка в Петрограде, но за нелояльные к власти высказывания в присутствии родственника императора был вторично отправлен на фронт с штрафной ротой;
- Шелухин, Пётр Семёнович - за участие в антивоенной и антиправительственной демонстрации отправлен в действующую армию для укомплектования штрафных рот.

### Вторая мировая война
В годы Второй мировой войны (1939—1945) в войсках противоборствующих сторон оформились три различных типа штрафных частей по специфике набранного личного состава:
- офицерские штрафные части (СССР — штрафные батальоны), которые комплектовались исключительно военнослужащими офицерского состава, совершившими дисциплинарные проступки или нетяжкие воинские преступления, будучи осужденными приговором военного трибунала с отсрочкой исполнения приговора до окончания режима военного времени (поскольку направление в штрафные части рассматривалось как форма взыскания, возможного только по законам военного времени) и разжалованными в рядовые до «искупления вины» (официальный термин советского времени) и восстановления в прежнем звании с возвращением на прежнее место службы. Сталинский приказ № 227 от 28 июля 1942 года требовал от командующих фронтами: «сформировать в пределах фронта от одного до трех штрафных батальонов (по 800 человек), куда направлять средних и старших командиров и соответствующих политработников всех родов войск, провинившихся в нарушении дисциплины по трусости или неустойчивости, и поставить их на более трудные участки фронта, чтобы дать им возможность искупить кровью свои преступления против Родины»;
- уголовные штрафные части (СССР — штрафные роты), комплектовавшиеся правонарушителями из числа военнослужащих рядового и сержантского состава, а также уголовными элементами, отбывавшими наказания за преступления малой и средней тяжести (кроме тяжких преступлений, за которые полагалась смертная казнь, и политзаключённых, которые не подлежали призыву[7]) и досрочно освобождёнными из мест лишения свободы для возможности «кровью искупить свои преступления перед Родиной» (официальный термин советского времени),[1];

- штрафные части смешанного состава (Третий рейх — штрафные батальоны), где могли одновременно служить обе указанные категории штатного состава (солдаты и разжалованные офицеры), а также гражданские лица, включая уголовных преступников и политических заключённых (в Германии — антифашисты и «лица, осквернившие чистоту расы», среди известных политзаключённых-«штрафников» Ф. Харнак и А. Ландмессер).

Офицерские командные должности в указанных частях и подразделениях занимали исключительно строевые офицеры, не входившие в число «штрафников», на младшие командные должности (командир отделения, заместитель командира взвода) могли временно назначаться «штрафники», зарекомендовавшие себя с положительной стороны.
Указанные типы формирований совершенно по-разному проявили себя в боевой обстановке и спектр их задействования значительно отличался — вопреки распространённому мнению, советское военное командование избегало задействовать бывших уголовников на опасных участках фронта, на эти направления перебрасывались офицерские штрафные части. Подчинение было различным, если в СССР штрафные части подчинялись армейскому командованию, то в Третьем рейхе штрафные части были как в составе Вермахта, так и в составе войск СС. Среди частей СС, кроме сухопутных штрафных частей была даже одна парашютно-десантная часть, сыгравшая решающую роль в ряде войсковых операций. В Вооружённых силах СССР кроме перечисленных сухопутных разновидностей штрафных частей также были созданы их морские и авиационные эквиваленты.

## Штрафные воинские формирования в Великобритании
- Королевский Африканский корпус (Royal African Corps, 1804—1821 годов), позже — Королевские африканские стрелки. Королевский африканский корпус был формированием английской армии, создан 25 апреля 1804 года, для обороны оккупированного острова Горе в Сенегале, захваченного в ходе Семилетней войны.

## Штрафные воинские формирования в СССР

### Трудность исследования
Проблематика исследования штрафных формирований СССР усугубляется тем, что в советское время эта тема долгое время являлась табу, в течение нескольких десятилетий после окончания войны даже в художественной литературе (вплоть до середины 1970-х гг.) советская цензура запрещала даже упоминание о «штрафниках», деятели культуры и искусства подвергались гонениям за попытки осветить тему штрафных частей в своём творчестве, выход их произведений был нередко возможен только в сам- или тамиздате (в качестве хрестоматийного примера см. историю записи и публичного исполнения песни «Штрафные батальоны» Владимира Высоцкого, которому предшествовала «Цыган-Маша» Михаила Анчарова, которой тот и открыл для других авторов — и для Владимира Высоцкого, и для Александра Галича трагическую тему «штрафников»). Упоминание штрафных частей в открытой нехудожественной печати, как и полного текста Приказа № 227, которым штрафные части были введены в действующей армии, запрещалось цензурой даже в период гласности, по прошествии более чем 40 лет после окончания войны приказ ещё не был опубликован, публиковались лишь отдельные его фрагменты с общими фразами и без конкретики. Даже после распада СССР материалы о штрафных подразделениях, как и о заградотрядах, в Центральном архиве Министерства обороны РФ продолжали храниться «за семью печатями» и не выдавались исследователям

### Гражданская война в России

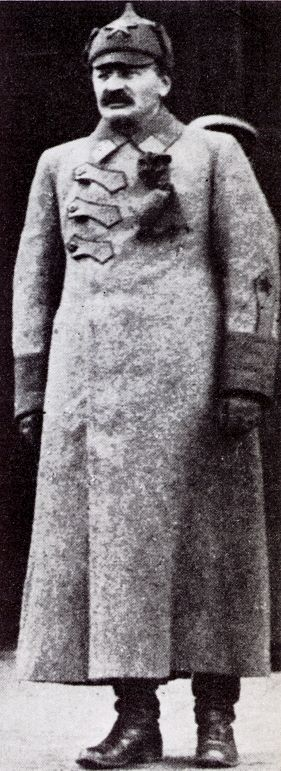
Л.Д.Троцкий
в 1918 году

В РККА штрафные подразделения стали формировать по распоряжению РВСР СССР, НК ВиМД СССР, члена Политбюро ЦК РКП(б) Л.Д.Троцкого в запасных войсках. В телеграмме реввоенсовету 14-й армии Южного фронта от 18 июня 1919 года Троцкий отмечал:

«При запасном батальоне может быть организована штрафная рота для дезертиров и провинившихся в более серьезных нарушениях дисциплины и долга. Все части Красной Армии должны быть пропущены через запасные батальоны».— В.Г.Краснов, В.О.Дайнес. «Неизвестный Троцкий. Красный Бонапарт. Документы. Мнения. Размышления». С.196—197.
Известные военнослужащие штрафных воинских подразделений на стороне «красных», в т.ч.

командиры: 
- Глухов, Михаил Иванович — комиссар штрафной роты 1-го запасного полка 16-й армии Западного фронта РККА в 1920 году;
- Четвериков, Николай Иванович — командир отдельной штрафной роты в Ростове-на-Дону в 1921 году;
- Щенников, Александр Александрович — командир взвода Киевского штрафного батальона с января 1923 года;

штрафники:
- Филиппов, Георгий Николаевич — красноармеец-штрафник штрафной роты Отдельной Кавказской армии в начале 1923 года[11].

16 июля 1923 года закончилась Гражданская война в России.

### Межвоенное время
Штрафные воинские подразделения продолжали существовать по всему СССР и в мирное время.
Известные военнослужащие штрафных воинских подразделений в СССР в межвоенное время:
- Сгибнев, Григорий Григорьевич — командир взвода штрафного батальона в Харькове в 1924 году;
- Терновский, Леонид Владимирович — командир роты штрафного батальона Киевского губернского военкомата в 1924 году;
- Лоскутов, Павел Карпович — командир отдельной штрафной роты Кавказской Краснознамённой армии в 1924 году;
- Селезнёв, Дмитрий Михайлович — военком отдельного штрафного батальона в Ленинградском военном округе в 1925 году;
- Мишин, Иван Петрович — командир взвода отдельной штрафной роты в Хабаровске в 1925 году;
- Быстриков, Григорий Федотович — военный комиссар отдельной штрафной роты Сибирского военного округа в 1926—1929 гг.;
- Петров, Даниил Ефимович — командир отдельного штрафного батальона в Острогожске в 1928 году;
- Тетерин, Николай Дмитриевич — командир взвода отдельного штрафного батальона в селе Грузино Чудовского района Ленинградской области в 1931 году.

### Вторая мировая война
Во время Второй мировой войны, в РККА штрафные воинские подразделения существовали в основном в виде отдельных воинских частей сухопутных войск — отдельных штрафных батальонов и отдельных штрафных рот. Однако, были и исключения, так к примеру в сухопутных войсках некоторое время существовали штрафные полки, в ВМФ существовало несколько штрафных рот и взводов, а в ВВС создавались отдельные штрафные эскадрильи и группы.
25 июля 1942 года была сформирована самая первая штрафная рота Великой Отечественной войны — Отдельная штрафная рота 42-й армии Ленинградского фронта, в составе 42-й армии она воевала до 10 октября 1942 года и была расформирована.
28 июля 1942 года вышел Приказ № 227 (неофициально его часто в источниках называют «Ни шагу назад!») официально вводивший штрафные подразделения:

...когда в немецких войсках расшаталась дисциплина, немцы для восстановления дисциплины приняли некоторые суровые меры, приведшие к неплохим результатам. Они сформировали более 100 штрафных рот из бойцов, провинившихся в нарушении дисциплины по трусости или неустойчивости, поставили их на опасные участки фронта и приказали им искупить кровью свои грехи. Они сформировали, далее, около десятка штрафных батальонов из командиров, провинившихся в нарушении дисциплины по трусости или неустойчивости, лишили их орденов, поставили их на ещё более опасные участки фронта и приказали им искупить кровью свои грехи. Они сформировали, наконец, специальные отряды заграждения, поставили их позади неустойчивых дивизий и велели им расстреливать на месте паникеров в случае попытки самовольного оставления позиций и в случае попытки сдаться в плен. Как известно, эти меры возымели свое действие, и теперь немецкие войска дерутся лучше, чем они дрались зимой. И вот получается, что немецкие войска имеют хорошую дисциплину, хотя у них нет возвышенной цели защиты своей родины, а есть лишь одна грабительская цель — покорить чужую страну, а наши войска, имеющие возвышенную цель защиты своей поруганной Родины, не имеют такой дисциплины и терпят ввиду этого поражение.
Не следует ли нам поучиться в этом деле у наших врагов, как учились в прошлом наши предки у врагов и одерживали потом над ними победу?
Я думаю, что следует. — Народный комиссар обороны СССР И.Сталин.
(из Приказа № 227)

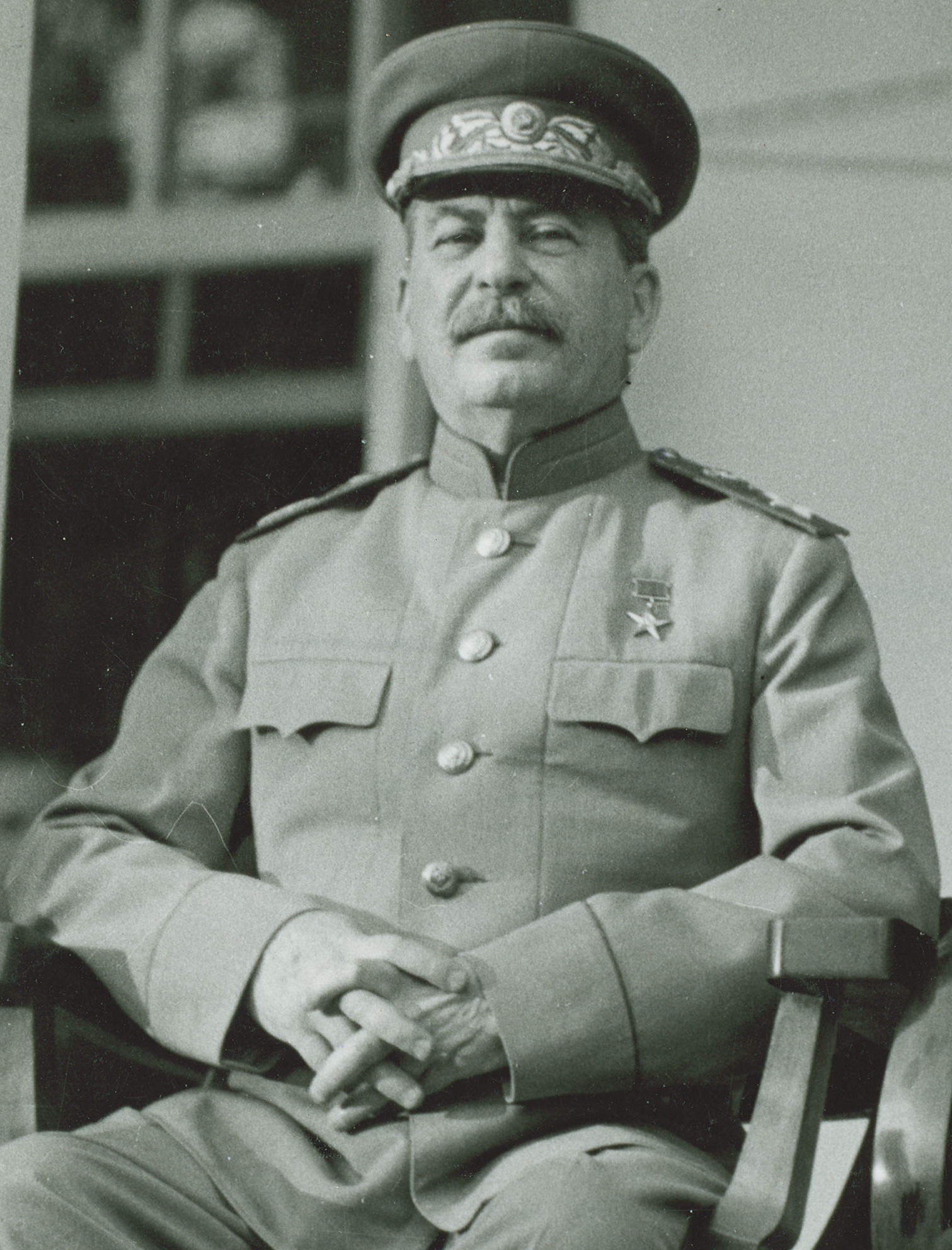
Генералиссимус Советского Союза Иосиф Сталин через год после издания Приказа № 227

Далее, практические аспекты создания штрафных подразделений уточнялись и со временем расширялись различными приказами заместителей Сталина, под руководством Е. Щаденко.

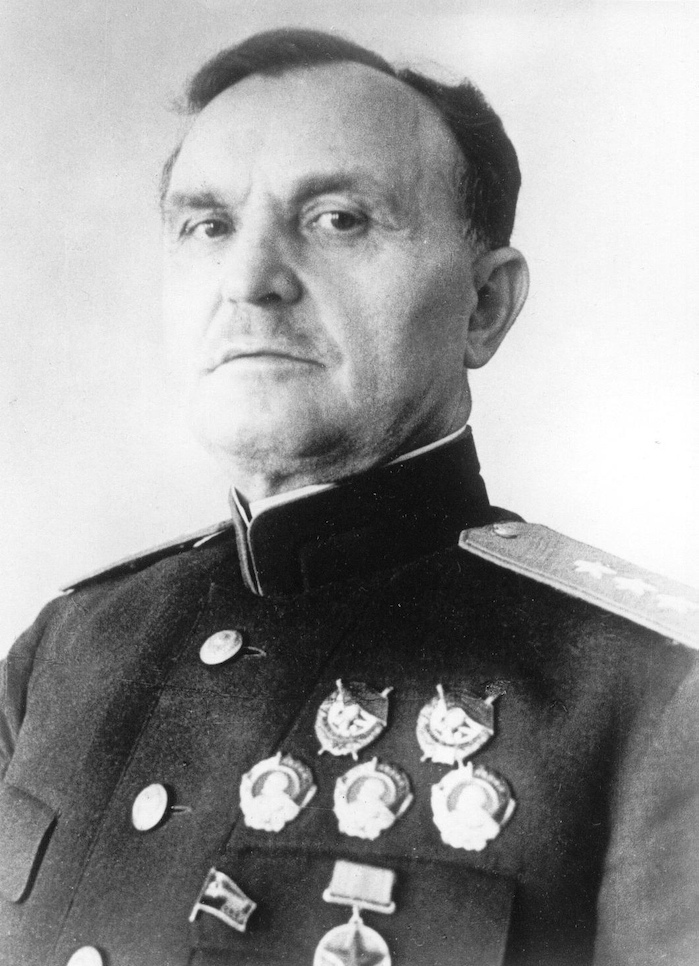
Заместитель Наркома обороны СССР Иосифа Сталина, начальник Главного управления формирования и укомплектования войск Красной Армии (Главупраформа) Ефим Щаденко

Один из таких приказов:

Приказ
 о направлении в штрафные части военнослужащих, осуждённых военными трибуналами с применением отсрочки исполнения приговора до окончания войны
 № 323, 16 октября 1942 г.
Народный комиссар обороны тов. Сталин в приказе № 227 указал, что главной причиной наших временных неудач на фронте является слабая дисциплина в войсках:
- «Не хватает порядка и дисциплины в ротах, батальонах, полках, дивизиях, в танковых частях, в авиаэскадрильях. В этом теперь наш главный недостаток».
- Сказанное Народным комиссаром обороны тов. Сталиным о войсках действующей армии целиком и полностью относится и к войскам органов внутренних дел. В запасных частях, в учебных центрах, учебных бригадах и полках, в местных стрелковых частях, новых формированиях и в военных училищах воспитание и дисциплина всё ещё находятся на низком уровне. Это происходит в значительной степени потому, что командный и начальствующий состав в ряде случаев не служит примером дисциплинированности и требовательности, сам не использует всей полноты предоставленной ему власти и не требует этого от подчинённых. В результате на фронт приносится неорганизованность, расхлябанность, и, как следствие этого, малодушие и трусость перед лицом врага, дезертирство и другие преступления.
- Многие дезертиры, а также расхитители военного имущества, пьяницы, злостные нарушители воинской дисциплины и прочие неустойчивые элементы, осуждённые военными трибуналами с применением отсрочки исполнения приговора до окончания войны, фактически избегают наказания.
- Осуждённые попадают в запасные части и направляются в действующую армию вместе со всеми честными бойцами в составе маршевых пополнений. Нередко эти лица, находясь в запасных частях, а также в пути следования на фронт, ведут разлагающую работу, а прибыв на место, растворяются в общей массе и многие из них скрывают свою судимость.
- Таким образом судебный приговор не достигает цели, подрывается авторитет суда и по существу наносится вред войсковым частям, куда эти люди прибывают.
- В соответствии с приказом Народного комиссара обороны тов. Сталина от 28 июля с. г. № 227 и положениями о штрафных батальонах и ротах действующей армии (приказ НКО 1942 г. № 298) приказываю:
- 1. Всех военнослужащих, осуждённых военными трибуналами за воинские и другие преступления с применением отсрочки исполнения приговора до окончания войны, отправлять в штрафные части действующей армии на срок от одного до трёх месяцев: красноармейцев и младших командиров — в штрафные роты, лиц командного и начальствующего состава — в штрафные батальоны.

Если срок пребывания в штрафной части не определён в судебном приговоре, то он устанавливается приказом командира войсковой части, в которой находится осуждённый (или начальника гарнизона), сообразуясь с назначенной военным трибуналом мерой наказания.
Срок пребывания в штрафных частях исчисляется с момента фактического прибытия осуждённого в штрафную часть.
- 2. Отправку в штрафные части осуждённых военными трибуналами действующей армии возложить на командиров частей, а в случаях осуждения вне места расположения своей части — на начальников гарнизонов.
- 3. Для отправки в штрафные части осуждённых военными трибуналами внутренних округов сводить их в особые маршевые роты (или команды) в пунктах по указанию военных советов округов, откуда при именном списке с копиями приговоров и приказов немедленно отправлять в распоряжение военного совета фронта для дальнейшего направления в штрафные части.

Для сопровождения штрафников назначать опытных и энергичных командиров, младших командиров и красноармейцев, способных поддержать строгий порядок и дисциплину в пути.
- 4. В случаях, когда военный трибунал своим приговором не разжаловал осуждённого в рядовые и не возбудил ходатайства о лишении его орденов и медалей, разжалование и отобрание орденов и медалей производить в порядке, установленном положениями о штрафных частях.
- 5. Маршевые роты (команды) штрафников из внутренних округов направлять:
  - из АрхВО — на Карельский фронт,
  - из ДВФ и Забфронта — на Ленинградский фронт,
  - из СибВО — на Северо-Западный фронт,
  - из УрВО — на Калининский фронт,
  - из МВО — на Западный и Брянский фронты,
  - из ПриВО — на Воронежский фронт,
  - из ЮжУрВО — на Донской фронт,
  - из САВО — на Сталинградский фронт.

- 6. Об отправке каждой маршевой роты (команды) штрафников немедленно сообщать штабу фронта и доносить начальнику Главупраформа Красной Армии с указанием времени отправки, номера эшелона и количества людей.
- 7. По отбытии в штрафных частях назначенного срока осуждённые, не лишённые званий и орденов по приговору военного трибунала, восстанавливаются в звании и в праве ношения орденов и медалей и направляются для дальнейшего прохождения службы.
- 8. Снятие судимости с лиц, направленных в штрафные части, производится в общем порядке по ходатайству командования штрафной части или той войсковой части, куда осуждённый прибыл по освобождении из штрафной части.

Заместитель Народного комиссара обороны СССР армейский комиссар I ранга Е. Щаденко
— ЦАМО, ф. 4, оп. 12, д. 106, л. 106—108. Подлинник.
В 1944 году общие потери Красной армии (убитые, раненые, пленные, заболевшие) составили 6 503 204 человек; из них штрафников — 170 298. Всего в 1944 году в Красной армии было 11 отдельных штрафных батальонов по 226 человек в каждом и 243 отдельные штрафные роты по 102 человека в каждой. Среднемесячная численность армейских отдельных штрафных рот в 1944 году на всех фронтах колебалась от 204 до 295 человек. Среднемесячные потери постоянного и переменного личного состава всех штрафных частей за год составили 14 191 человек, или 52 % от среднемесячной их численности (27 326 человек). Это в 3—6 раз больше, чем общие среднемесячные потери личного состава в обычных войсках в тех же наступательных операциях 1944 года.
За всю войну (то есть не одновременно) на всех фронтах в годы Великой Отечественной войны в Вооруженных Силах СССР по наименованиям, согласно официальному Перечню № 33, было образовано 65 отдельных штрафных батальонов (ошб) и 1048 отдельных штрафных рот (ошр). Но примерно третья часть из них были созданы путем переименования уже существующих, так что под разными наименованиями в разное время числились одни и те же штрафные подразделения. Иногда вновь созданные штрафные части расформировывались уже через несколько месяцев. Но бывало и по другому, к примеру из штрафных батальонов несколько просуществовали весь период с 1942 по 1945 год, такие как:
- Отдельный штрафной батальон Западного фронта (он же 1 отдельный штрафной батальон Западного фронта), переименованный в 10 отдельный штрафной батальон (с 4 августа 1942 по 9 мая 1945),
- Отдельный штрафной батальон Воронежского фронта, переименованный в 9 отдельный штрафной батальон (с 30 июля 1942 по 11 мая 1945),
- 1 отдельный штрафной батальон Сталинградского, Донского фронтов, переименованный в 8 отдельный штрафной батальон Донского, Центрального, Белорусского, 1 Белорусского фронтов (с 1 августа 1942 по 9 мая 1945).

Кроме штрафных батальонов на фронтах действующей армии, существовали множество тыловых штрафных батальонов, куда также направлялись военнослужащие. Некоторые из этих батальонов при необходимости могли быть отправлены на фронт. Условия существования и реальные порядки в штрафных батальонах во многом зависели от командования. Так, к примеру, на Западном фронте для точного соблюдения сроков наказания и сбережения личного состава, был создан единственный в своём роде фронтовой накопительный штрафной батальон, который существовал в паре с боевым, но сам в боевых действиях не участвовал. Штрафные подразделения имелись также и при некоторых запасных частях.
За все годы Великой Отечественной войны, по наиболее распространённому мнению исследователей Г.Ф. Кривошеева и А.В. Кирилина, через штрафные части СССР прошло 427 910 человек. Если учесть, что за всю войну через вооружённые силы СССР прошло 34 476 700 человек, то согласно такому подходу к подсчёту, доля военнослужащих РККА, прошедших через штрафные части за весь период Великой Отечественной войны, составила примерно 1,24 %. Однако Г.Ф. Кривошеев и А.В. Кирилин в своём подсчете учитывали только военнослужащих штрафников, которые направлялись в штрафные подразделения по приговорам военных трибуналов. Но не меньшее количество военнослужащих направлялись в штрафные подразделения также и по прямым распоряжениям командиров и «особистов», и соответственно такие военнослужащие не фигурировали в данных военных трибуналов. Также исследователями Г.Ф. Кривошеевым и А.В. Кирилиным в их подсчётах не были учтены заключённые ГУЛАГА, периодически направлявшиеся в штрафные роты «для искупления вины кровью». Таким образом, реальное количество военнослужащих РККА, прошедших через штрафные подразделения за весь период Великой Отечественной войны, как минимум в два, а то и в три раза превышает активно распространяемую цифру «427 910 человек». При этом, в работе Кривошеева указано, что в течение всей войны в штрафные батальоны и роты было направлено, главным образом по суду, 427 910 человек. То есть, в работе учитывались и попавшие в штрафные подразделения не по суду. Также, один и тот же человек, мог попасть в штрафную часть более одного раза, соответственно и быть учтённым в статистике, он мог неоднократно.
Самой последней отдельной штрафной ротой была 32-я армейская отдельная штрафная рота 1-й Ударной армии, расформированная 6 июня 1945 года.

#### Отдельный штрафной батальон
Отдельный штрафной батальон (штрафбат, «шэбэ») — штрафная часть в ранге отдельного батальона.
В Красной армии в него направлялись военнослужащие среднего командного и начальствующего (офицерского) состава всех родов войск (сил), осуждённые за воинские или общеуголовные преступления. Эти части формировались по приказу Народного комиссара обороны СССР за № 227 от 28 июля 1942 года. Положение о штрафных батальонах действующей армии утверждено Приказом наркома обороны СССР № 298 от 28 сентября 1942 года. В пределах фронтов могли быть сформированы не больше трёх штрафных батальонов (смотря по обстановке) по 800 человек в каждом. Командовали штрафбатами кадровые командиры (офицеры).
Все освобождённые из отдельного штрафного батальона подлежали немедленной реабилитации и восстанавливались в воинском звании и во всех правах, им возвращались все боевые награды. В случае гибели семье полагалась пенсия на общих основаниях из оклада по последней должности до направления в отдельный штрафной батальон.

#### Отдельная штрафная рота
Отдельная штрафная рота (штрафрота) — штрафная часть в ранге отдельной роты. В Красной армии туда направлялись военнослужащие рядового и младшего командного и начальствующего (сержантского) состава всех родов войск (сил), осуждённые за воинские или общеуголовные преступления. В пределах армий по приказу народного комиссара обороны СССР № 227 от 28 июля 1942 года формировались (смотря по обстановке) пять—десять штрафных рот, в каждой из которых насчитывалось по 150—200 человек. Командовали штрафными ротами кадровые офицеры.

#### Штрафные роты и взводы ВМФ
Кроме сухопутных штрафных частей в Вооружённых силах СССР были созданы их морские эквиваленты. Обыкновенно моряки плавсостава за нарушение корабельного устава направлялись на берег в сухопутные штрафные батальоны, но существовали целые «штрафные корабли» и суда, куда направляли служить мелких дисциплинарных нарушителей, хотя слово «штрафные» употреблялось применительно к ним неофициально, поскольку их создание и функционирование не было урегулировано приказами НКО и НКВМФ СССР.

#### Штрафные эскадрильи и группы ВВС
Кроме сухопутных штрафных частей в Вооружённых силах СССР были созданы их авиационные эквиваленты. В ВВС РККА в годы войны существовали штрафные истребительные эскадрильи, куда направляли служить провинившихся лётчиков.
Штрафные авиационные эскадрильи предполагалось создавать согласно Директиве Ставки ВГК № 170549 для лётчиков, которые проявили саботаж, трусость и шкурничество.
Основания для направления в штрафную эскадрилью — те же, а вернуться в обычную часть позволяло только число и итоги боевых вылетов.
Однако распространения они не получили. Приказом НКО № 0685 от 9 сентября 1942 года провинившихся лётчиков предписывалось отправлять в пехоту.
Гриф «Секретно» с документов по штрафным эскадрильям и делам штрафников был снят только в 2004 году.
Известные подразделения в ВВС РККА:
- Группа штрафников 3-й воздушной армии (командир группы — майор И. Е. Фёдоров);
- Истребительная штрафная авиационная эскадрилья при 268-й истребительной авиационной дивизии 8-й воздушной армии;
- Штурмовая штрафная авиационная эскадрилья при 206-й штурмовой авиадивизии 8-й воздушной армии (811-й штурмовой авиационный полк, Ил-2, командир эскадрильи — капитан П. Ф. Забавских). В составе эскадрильи было 6 летчиков. На Сталинградском фронте эскадрилья выполнила 86 боевых вылетов, уничтожив 12 танков, 79 автомашин, сбит 1 самолёт противника, уничтожено 500 солдат и офицеров. В мае 1943 года эскадрилья прекратила свое существование, майор Забавских назначен командиром 807-го штурмового авиаполка[24].;
- Легкобомбардировочная штрафная авиаэскадрилья при 272-й ночной бомбардировочной дивизии 8-й воздушной армии (У-2, первый командир — старший лейтенант И. М. Семертей).

#### Штат штрафных частей
Личный состав штрафных батальонов и штрафных рот делился на переменный и постоянный состав. Переменный состав представлял собою непосредственно штрафников, находившихся в подразделении временно до отбытия срока наказания (до трёх месяцев), перевода в обычную часть за проявленное личное мужество, либо по ранению или до гибели. Постоянным составом были командиры подразделений от взвода и выше, назначавшиеся из числа кадровых офицеров, политработники, штабные работники (связисты, писари и др.) и медицинский персонал.
Лицам из числа постоянного состава служба в штрафном подразделении компенсировалась рядом льгот — при начислении пенсии один месяц службы засчитывался за шесть месяцев выслуги, офицеры получали повышенное денежное довольствие (командир взвода получал на 100 рублей больше, чем его коллега в обычной части) и усиленное снабжение по продовольственному аттестату, постоянный рядовой и младший начальствующий состав получал повышенное продовольственное обеспечение.
Штат штрафного батальона насчитывал 800 человек, штрафной роты — 200.
Вадим Телицын в своей книге «Мифы о штрафбатах» утверждает: «Женщин в штрафные роты не направляли. Для отбытия наказания они направлялись в тыл. Нет в штрафных ротах и медработников. При получении задания присылают из медсанбата или соседнего полка медсестру».

#### Основания направления в штрафные части
Основанием для направления военнослужащего в переменный состав штрафного воинского подразделения служил приказ командования в связи с нарушением воинской дисциплины или приговор суда за совершение воинского или общеуголовного преступления (за исключением преступления, по которому мерой наказания была смертная казнь).
Письмо командира 70-й танковой бригады, дающее пример того, на каком основании военнослужащий мог быть направлен в переменный состав штрафной роты:

НКО СССР

Управление 70-й танковой бригады

15 апреля 1943 г.

№ 0145

Вх. 582 16.4.43

КОМАНДИРУ 5 ТАНКОВОГО КОРПУСА

Секретно.

Экз. № 1

В период боевых действий бригады командир танка Т-60, 262-го танкового батальона старшина КОПТЕВ с целью уклонения от участия в атаке сделал нарубку на погоне башни поворотного механизма. После устранения этой неисправности, принимая участие в атаке, не нанес никакого поражения врагу, посадил свой танк в ручей Белоух под д. Александровка. На почве трусости, без разрешения вышестоящего начальника бросил танк без охраны и с боевой линии ушёл в тыл.

За вывод танка из строя, проявленную трусость при выполнении боевой задачи старшина Коптев был мною разжалован в рядовые и предан суду военного трибунала.

Военный трибунал, рассмотрев дело по обвинению Коптева, лишил его свободы в ИТЛ сроком на десять лет без поражения в правах. Исполнение приговора отстрочено до окончания войны с направлением Коптева в действующую армию (штрафную роту).

Командир 70 танковой бригады

подполковник (Коротаев)

Начальник штаба 70 танковой бригады

подполковник (Хмылов)
— ЦАМО. Ф. 3404. Оп. 1. Д. 85. Л. 145
Альтернативным наказанием могло быть направление в штрафные роты гражданских лиц, осуждённых по приговору суда за совершение нетяжких и средней тяжести общеуголовных преступлений.

ПРИКАЗ ЗАМЕСТИТЕЛЯ НАРОДНОГО КОМИССАРА ОБОРОНЫ СССР
№ 004/0073/006/23сс
26 января 1944 г.
О порядке применения примечания 2 к статье 28 УК РСФСР (и соответствующих статей УК других союзных республик) и направления осужденных в действующую армию.
Проверкой установлено, что судебные органы в ряде случаев необоснованно применяют отсрочку исполнения приговора с направлением осужденных в действующую армию (примечание 2 к статье 28 УК РСФСР и соответствующие статьи УК других союзных республик) к лицам, осужденным за контрреволюционные преступления, бандитизм, разбой, грабежи, ворам-рецидивистам, лицам, имевшим уже в прошлом судимость за перечисленные преступления, а также неоднократно дезертировавшим из Красной Армии.
Вместе с тем нет должного порядка в передаче осужденных с отсрочкой исполнения приговоров в действующую армию. Вследствие этого многие осужденные имеют возможность дезертировать и снова совершать преступления.
В целях устранения указанных недостатков и упорядочения практики передачи осужденных в действующую армию — приказываю:
1. Запретить судам и военным трибуналам применять примечание 2 к статье 28 УК РСФСР (и соответствующие статьи УК других союзных республик) к осужденным за контрреволюционные преступления, бандитизм, разбой, грабежи, ворам-рецидивистам, лицам, имевшим уже в прошлом судимость за перечисленные выше преступления, а также неоднократно дезертировавших из Красной Армии.
По остальным категориям дел при решении вопроса об отсрочке исполнения приговора с направлением осужденного в действующую армию судам и военным трибуналам учитывать личность осужденного, характер совершенного преступления и другие обстоятельства дела.
2. Органам расследования, а по делам, по которым предварительное расследование не производится, судам точно устанавливать отношение обвиняемых к воинской обязанности, прошлые судимости и другие данные, характеризующие обвиняемых.
3. Отсрочку исполнения приговора судам и военным трибуналам применять лишь в отношении тех лиц, сверстники которых призваны (мобилизованы) в Красную Армию.
4. Отсрочку исполнения приговора с направлением осужденного в действующую армию судам и военным трибуналам предусматривать в самом приговоре.
5. При вынесении приговора с применением примечания 2 к статье 28 УК РСФСР (и соответствующих статей УК других союзных республик) судам и военным трибуналам в качестве меры пресечения осужденным оставлять, как правило, содержание под стражей и направлять их под конвоем обратно в места заключения.
6. Судам и военным трибуналам, вынесшим приговор, немедленно направлять копии его начальнику места заключения и в соответствующий районный (городской) военкомат по месту содержания осужденного. Сообщать военкомату место содержания осужденного под стражей. Начальнику места заключения; по вступлении в законную силу приговора, по которому применено примечание 2 к статье 28 УК РСФСР (и соответствующие статьи УК других союзных республик), в суточный срок извещать соответствующий районный (городской) военкомат. Последнему не позже чем в трехдневный срок производить медицинское освидетельствование осужденного по месту содержания его под стражей.
7. Лиц, признанных годными к службе в действующей армии, военкоматам принимать в местах заключения под расписку и отправлять в штрафные батальоны военных округов для последующей отправки их в штрафные части действующей армии вместе с копиями приговоров.
При поступлении осужденных в штрафные части сроки пребывания в них устанавливать командирам войсковых частей.
8. Командующим войсками военных округов и начальникам гарнизонов для сопровождения осужденных из мест заключения в пункты сбора и оттуда в штрафные части действующей армии назначать опытных и энергичных офицеров, сержантов и красноармейцев, способных поддержать строгий порядок и дисциплину в пути. В пунктах сбора осужденных до отправки в штрафные части содержать под охраной.
9. О лицах, признанных негодными к службе в действующей армии, военкоматам в трехдневный срок извещать суд или военный трибунал, вынесший приговор. Последним в этом случае в порядке статьи 461 УПК РСФСР (и соответствующих статей УПК других союзных республик) немедленно выносить определение об отмене отсрочки исполнения приговора и обращать его к исполнению.
10. Улиц, к которым была применена мера пресечения, не связанная с содержанием под стражей, судам немедленно по вынесении приговора отбирать подписку о явке в военкомат и одновременно направлять в военкомат копию приговора. В случае признания осужденного негодным к службе в действующей армии военкоматам и судам действовать в порядке, предусмотренным пунктом 9 настоящего приказа.
11. Приказы НКО, НКВД, НКЮ и Прокурора Союза ССР №74/15/115 от 13 марта 1942 г. и №0114/054/016/7с от 10 февраля 1943 г., а также приказ НКО и НКВД Союза ССР № 0571/0285 от 23 июля 1942 года в части, касающейся осужденных, к которым применяется примечание 2 к статье 28 УК РСФСР (и соответствующие статьи УК других союзных республик), считать утратившими силу.
Заместитель Народного комиссара обороны СССР
Маршал Советского Союза А. ВАСИЛЕВСКИЙ
Народный комиссар внутренних дел СССР Л. БЕРИЯ
Народный комиссар юстиции СССР Н. РЫНКОВ
Прокурор СССР К. ГОРШЕНИН
— Рубцов Ю.В. «Штрафники Великой Отечественной. В жизни и на экране»
В соответствии с действующими на тот момент нормативно-правовыми актами, регулирующими порядок направления в штрафные подразделения, комплектование их лицами, отбывающими наказание за тяжкие уголовные преступления, рецидивистами, а также за контрреволюционные преступления (т. н. «политические») не разрешалось.
При этом следует иметь в виду, что за три года войны на укомплектование РККА было передано 975 тыс. заключенных лагерей и колоний ГУЛАГа по указам Президиума Верховного Совета СССР 12 июля и 24 ноября 1941 года и по специальным решениям Государственного комитета обороны в течение 1942-1943 годов о досрочном освобождении ряда категорий заключенных, осужденных за прогулы, бытовые и незначительные должностные и хозяйственные преступления и передаче лиц призывных возрастов в Красную Армию, а также освобожденных после отбытия срока наказания. Передача досрочно освобожденных в Красную Армию проводилась в лагерях и колониях в результате персонального отбора; из них создавались специальные команды, которые организованно направлялись в военкоматы и места формирования воинских частей, то есть они попадали не в штрафные батальоны и роты, а в обычные воинские части. Многие бывшие заключенные на фронте проявили доблесть и геройство, за что были награждены орденами и медалями, а бывшим заключенным Матросову, Бреусову, Отставнову, Сержантову, Ефимову были присвоены звания Героев Советского Союза. При этом многочисленные просьбы осужденных за «контрреволюционные преступления» направить их на фронт, за крайне редким исключением, не удовлетворялись.
В то же время были единичные случаи направления в штрафные подразделения «политических» заключённых (в частности, в 1942 году в 45-ю штрафную роту был направлен осуждённый в 1941 году на 5 лет лагерей по 58-й статье Владимир Карпов, ставший впоследствии Героем Советского Союза и известным писателем).

#### Награждения в штрафных частях
За проявленную отвагу, мужество и героизм в боях, как постоянный состав, так и военнослужащие отбывающие наказания (переменный состав), по представлению командира штрафного подразделения, могли быть награждены.
В песне Владимира Высоцкого «Штрафные батальоны» есть строки:
И если не поймаешь в грудь свинец,

Медаль на грудь поймаешь «За отвагу»…

Звание Героя Советского Союза переменному составу за подвиги в штрафных подразделениях не присваивалось. Единственным исключением стал Ермак Владимир Иванович - бывший лейтенант, бывший командир взвода, красноармеец переменного состава, стрелок 14 отдельного штрафного батальона, который 19.07.1943 года на Ленинградском фронте закрыл своим телом амбразуру вражеского дзота.

#### Основания освобождения из штрафных частей
Основания для освобождения лиц, отбывающих наказание в штрафных войсковых подразделениях:
- Отбытие срока наказания (не более трёх месяцев): осуждённые на 10 лет — трёх месяцев, от 5 до 8 лет — двух месяцев, до 5 лет — один месяц.
- Для штрафных эскадрилий — количество и итоги боевых вылетов.
- Получение военнослужащим, отбывающим наказание, средней тяжести или тяжёлого ранения, требовавшего госпитализации.
- Досрочно решением военного совета армии по ходатайству командира штрафного войскового подразделения как поощрения в отношении военнослужащих, проявивших исключительное мужество и храбрость.

## Штрафные воинские формирования в Польше
В мае 1943 года, для войны на советско-германском фронте, в Сельцах под Москвой по штатам, принятым в советских стрелковых частях, была сформирована 1-я польская пехотная дивизия имени Тадеуша Костюшко. В её составе вначале были созданы дисциплинарные отряды, которые в боях не участвовали и потерь не несли. Военный прокурор Ян Масталеж стал одним из инициаторов создания штрафных воинских подразделений в Войске Польском.
В апреле 1944 года была введена Инструкция штрафного отдела 1-го корпуса польских вооруженных сил в СССР, которая дисциплинарные отряды заменяла на штрафной отряд Польских вооруженных сил в Советском Союзе, находившийся под надзором главного военного прокурора корпуса. 16 марта 1944 года была создана 1-я польская армия, в составе которой было сформировано пять штрафных рот. Они активно использовались на территории Польши летом-осенью 1944 года в авангарде наступления. Особенно кровопролитными были бои во время переправ через Вислу и Одер, а также на Поморском валу, которые для многих штрафников Войска Польского стали последними.
В составе этих польских штрафных подразделений воевали такие поляки как Людвиг Панасевич, Станислав Харковский, Николай Водяницкий, Чеслав Коморовский. Однако среди штрафников-костюшковцев были и не только поляки. К примеру, в польских штрафных подразделениях воевали белорус поручик Азаренок Дмитрий Ильич 1921 года рождения из Витебской области и русский поручик Тихонов Петр Иванович 1923 года рождения из Вологодской области.

## Штрафные воинские формирования в Германии

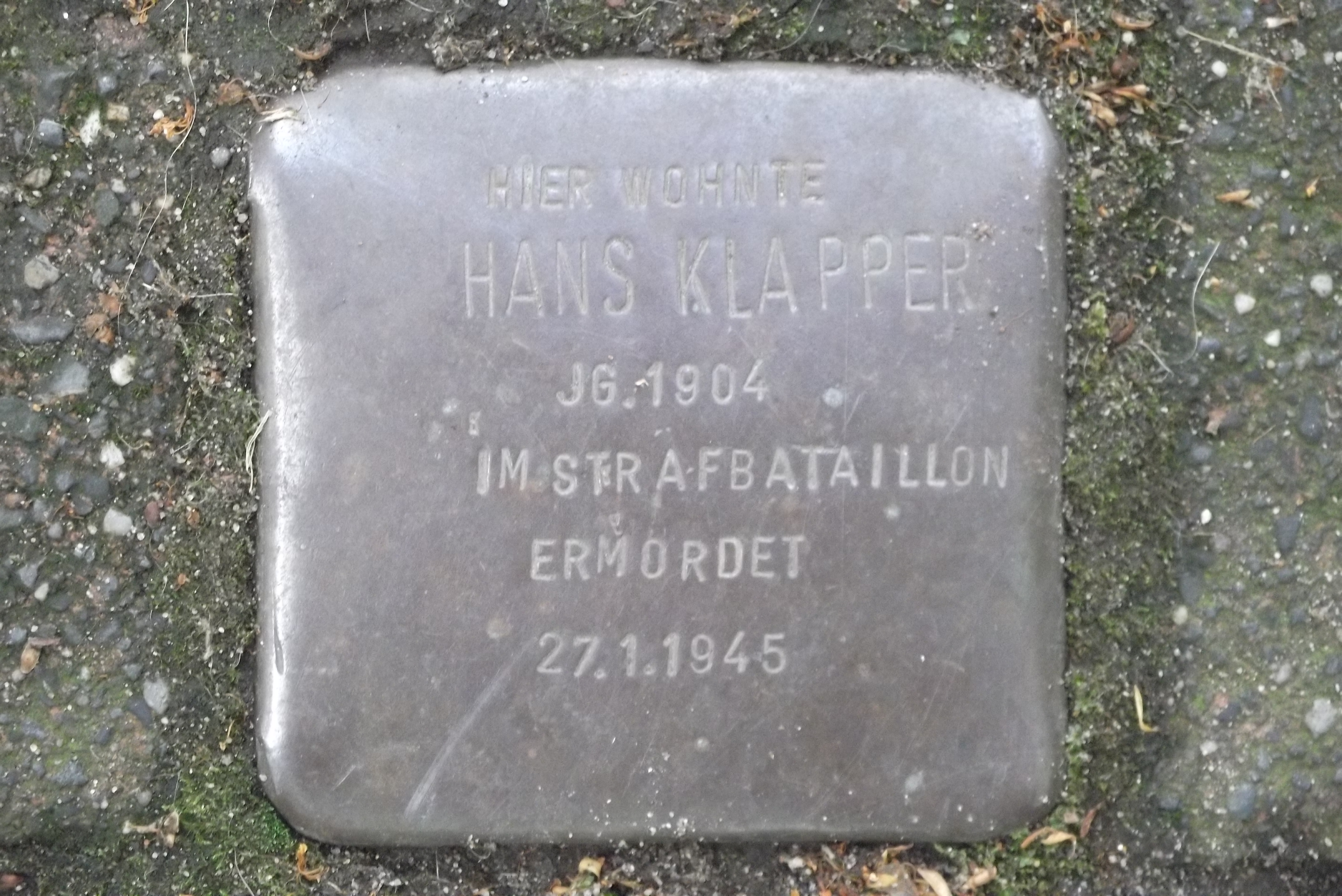
Камень преткновения памяти павшего бойца штрафбатальона

Ещё в 1936 году в вермахте были созданы дисциплинарные части — так называемые «Особые подразделения» (нем. Sonderabteilungen). Туда направлялись призывники, отбывшие срок лишения свободы, а также те, кому воинскую обязанность по тем или иным причинам меняли на «место службы, заменяющее военную службу». После начала Второй мировой войны, в 1940 году, были созданы «Полевые особые подразделения», которые должны были размещаться в «зонах непосредственной опасности». Помимо сухопутных войск, аналогичные структуры были сформированы в авиации и на флоте.
В декабре 1940 года были образованы «исправительные части 500» (Bewährungstruppe 500) — так называемые «пятисотые батальоны» (500-й, 540-й, 550-й, 560-й, 561-й). После нападения Германии на СССР эти части активно применялись на Восточном фронте. Всего за время войны через них прошло около 30 тысяч человек. Ещё одной разновидностью немецких штрафных частей стала созданная в октябре 1942 года так называемая «формация солдат второго класса» — 999-й батальон (из уголовников и «политических») в Северной Африке. Также существовали полевые штрафные подразделения (Feldstrafgefangenabteilungen), которые комплектовались непосредственно в зоне боевых действий из числа военнослужащих, совершивших преступления и проступки.
Известные подразделения немецких войск, созданные из лиц, отбывших тюремное наказание:
- 36-я гренадерская дивизия СС «Дирлевангер»
- 500-я штрафная дивизия[нем.]
  - 500-й парашютно-десантный батальон СС
- 999-я лёгкая африканская дивизия
  - 999-е штрафные батальоны

## Штрафные воинские формирования в Российской Федерации
Начиная с июля 2022 года ряд СМИ сообщили о посещении тюремных колоний Евгением Пригожиным. Согласно им, он начал вербовочный тур с колоний для бывших силовиков, а затем переключился на учреждения строгого режима. Предприниматель предлагал заключённым принять участие в боевых действиях на Украине в составе ЧВК «Вагнер» в обмен на помилование, снятие судимости и денежные выплаты (100 тыс. в месяц, 5 млн. — в случае гибели). После визита вербовщиков заключённых двух колоний в Тульской и Ярославской областях лишили предоставляемой сервисом Zonatelecom связи с окружающим миром.
14 сентября 2022 года правозащитник Владимир Осечкин и некоторые другие источники опубликовали на YouTube 6-минутное видео, на котором, как поясняет Осечкин, снято, как «Евгений Пригожин получает по протекции генералов ФСБ и ФСИН доступ в российские колонии к заключённым и производит их вербовку и рекрутирование на российско-украинскую войну, на срок не менее шести месяцев. На видео Пригожин в разговоре с вербуемыми заключёнными заявляет, что его, пригожинские, штрафные подразделения, комплектуемые из заключённых российских исправительных учреждений, совершают на территории Украины внесудебные казни, в том числе убивают и расстреливают россиян и совершают военные преступления в отношении украинцев».
15 сентября 2022 года Игорь Стрелков (Гиркин) на своих страницах «ВКонтакте» опубликовал подтверждение об использовании заключённых российских исправительных учреждений в качестве «штрафников» на российско-украинской войне:
«Очень много вопросов по Пригожину, «зэкам» и ЧВК «Вагнер». 1. О том, что набор в «штрафные подразделения» «Вагнера» активно идёт — знаю более 3 (трёх) месяцев. Но избегал «публично разглашать» (подчеркиваю — именно публично, так как «в узких кругах» это уже давно никакая не новость). 2. Ничего предосудительного в действиях лично господина Пригожина не вижу…".
18 сентября шесть членов Совета по правам человека (СПЧ) при президенте России обратились в Генпрокуратуру с просьбой разъяснить, на каких основаниях российские заключённые принимают участие во вторжении на Украину. Портал RTVI опубликовал статью, посвященную свидетельским публикациям Осечкина и Гиркина.

## Отражение в культуре

### В музыке
- «Штрафные батальоны» (1963) — песня Владимира Высоцкого[46]
- «Штрафной батальон» (1990—1992) — название популярной украинской поп-группы Андрея Воздвиженского (г.Запорожье, телеканал «Хортица») с трагической судьбой[47][48][49].
- «Приказ № 227» - песня из альбома «Долгая счастливая жизнь» (2004) российской рок-группы «Гражданская оборона»[50]
- «Солдат» - песня Сергея Любавина из альбома «Страна катает» (2005)[51]
- «Lament for Soldier's Glory» (рус. «Плач о солдатской славе») - песня из альбома «Star of Delusive Hopes» (2011) израильской рок-группы Desert с участием шведской рок-группы Sabaton[52]
- «13-й штрафбат» (?) — песня Александра Маршала[53]
- «Штрафная рота» (?) — песня Николая Емелина[54]
- «Штрафная рота» (?) — песня Василий Евич[55]
- «Штрафная рота» (?) — песня нижневартовской рок-группы Полигон[56][57][58][59]
- «Штрафбат» (?) — песня, музыка Анатолия Хвойницкого, слова Геннадия Сейбутиса, группа «Русские» (Латвия, Рига)[60][61].
- «Штрафные батальоны» (?) — песня, музыка Борис Корчанов, слова Дмитрий Головин, группа «Русь» (Красночикойский район, Забайкальский край)[62].

### В литературе
научно-исследовательская литература
- Игорь Пыхалов, Максим Кустов, Андрей Васильченко, Александр Пыльцын, Евгений Кугучин, Семён Басов, Михаил Смирнов. Штрафбаты по обе стороны фронта. Военно-публицистический сборник. — М. Яуза, Эксмо, 2007.
- Андрей Васильченко. Штрафбаты Гитлера. — М. Яуза-Пресс, 2008, militera.lib.ru.

мемуарная литература
- Александр Пыльцын. Штрафной удар, или Как офицерский штрафбат дошёл до Берлина. — М. Знание, 2003.
- Александр Пыльцын. Правда о штрафбатах. Как офицерский штрафбат дошёл до Берлина. — М. Яуза, Эксмо, 2007.
- Александр Пыльцын. Главная книга о штрафбатах. — М. Яуза, Эксмо, 2009.
- Александр Пыльцын. Мы не стояли за ценой. Штрафбатовские стихи. — СПб. НордМедИздат, 2015.
- Александр Пыльцын. Штрафбат. Наказание, искупление. Военно-историческая быль. — СПб. Алетейя, 2016.
- Александр Пыльцын. Командир роты офицерского штрафбата свидетельствует. — СПб. НордМедИздат, 2017.

художественная литература
- Хайнц Конзалик. Штрафной батальон 999 («Strafbatallion 999»). — Роман. 1960
- Антон Кротков. Воздушный штрафбат. — М. Астрель; Русь-Олимп, 2010
- Андрей Орлов. Чёрный штрафбат. — М. Времена 2, ВКТ, АСТ, Астрель, 2010.
- Сергей Макаров. Морской штрафбат. Военные приключения. — Минск. Харвест, 2011.
- Андрей Орлов. Штрафбат. Приказано уничтожить. — М. Времена 2, ВКТ, АСТ, Астрель, 2012.
- Андрей Орлов. Битва за Берлин последнего штрафного батальона. — М. Астрель, Времена 2, 2012.
- Сергей Герман. Штрафная мразь. — Повесть. Журнал «Дон» № 7-9.2016

фантастическая литература
- Олег Таругин, Алексей Ивакин. Штрафбат в космосе. — Москва: Эксмо, 2011. — (Звёзды Смерти. Космический боевик)
- Олег Таругин, Алексей Ивакин. На взлёт идут штрафные батальоны. — Москва: Эксмо - Яуза, 2011. — (Звёзды Смерти. Космический боевик)
- Алексей Ивакин. «Здесь начинается ад» — От Демянского «котла» до Синявинских высот (Сборник из трёх произведений: «Десантура-1942», «Прорвать Блокаду!», «Мы погибнем вчера»). — М.: Эксмо, 2012. — (Война. Штрафбат. Лучшие бестселлеры)
- Захар Артемьев. Штрафной бой отряда имени Сталина. — М. Астрель, Полиграфиздат, Времена 2, 2012.
- Юрий Корчевский. Командир штрафбата. - Array Литагент «Яуза». 2014

прочая
- Юрий Погребов, Евгений Погребов. В прорыв идут штрафные батальоны. — М. Яуза, Эксмо, 2016.
- Юрий Погребов, Евгений Погребов. Штрафной батальон. — М. Яуза, Эксмо, 2016.

### В кино
Документальные фильмы
- «Штрафники (Сюжеты из приказа № 227)» (1989) — д/ф, СССР
- «Алтарь Победы» (2009—2010), 20-я серия «Штрафбат» — д/ф, СССР

Художественные фильмы
- «Штрафной батальон 999» (1960) — х/ф, ФРГ
- «Грязная дюжина» (1967) — х/ф, США
- «Грязная дюжина: Новое задание» (1985) — х/ф, США
- «Грязная дюжина: Смертельное задание» (1988) — х/ф, США
- «Имя» (1989) — х/ф, СССР
- «Гу-га» (1989) — х/ф, СССР
- «Сто солдат и две девушки» (1989) — х/ф, СССР
- «Сталинград» (1993) — х/ф, Германия
- «Штрафбат» (2004) — телесериал, Россия
- «День Победы» (2006) — х/ф, Россия
- «Сволочи» (2006) — х/ф, Россия
- «Утомлённые солнцем 2: Предстояние» (2010) — х/ф, Россия
- «Утомлённые солнцем 2: Цитадель» (2011) — х/ф, Россия
- «Мой путь» (2011) — х/ф, Южная Корея
- «Наши матери, наши отцы» (2013) — х/ф, Германия
- «Опасный путь» (2015) — сериал, Россия

Герои следующих художественных фильмов и сериалов - бывшие военнослужащие штрафных подразделений:
- «Место встречи изменить нельзя» (1979) — Шарапов и Левченко
- «Ленинград 46» (2015) — капитан и Данилов

### В играх
- Warhammer 40,000 — в настольной игре штрафные легионы (англ. The Penal Legions) являются одним из доступных отрядов фракции Имперская Гвардия
- В тылу врага 2: Братья по оружию (Украина, Россия, 2007)
- Штрафбат (Россия, 2012)
- Battlefield: Bad Company — герои игры служат в вымышленном штрафном батальоне американской армии
- Ace Combat 7: Skies Unknown — большую часть игры главный герой служит в штрафной (или "резервной") эскадрилье вымышленной страны